# Coupe Michelin Internationale
Ne doit pas être confondu avec Prix Michelin d'aviation.
La Coupe Michelin Internationale est un trophée annuel qui récompense l'aviateur qui aura parcouru la plus grande distance sans contact avec le sol, d'abord d'une traite puis avec escales autorisées à partir de 1911. À partir de 1914, il s'agira d'effectuer le plus rapidement possible un circuit de 3 000 km.

## Palmarès

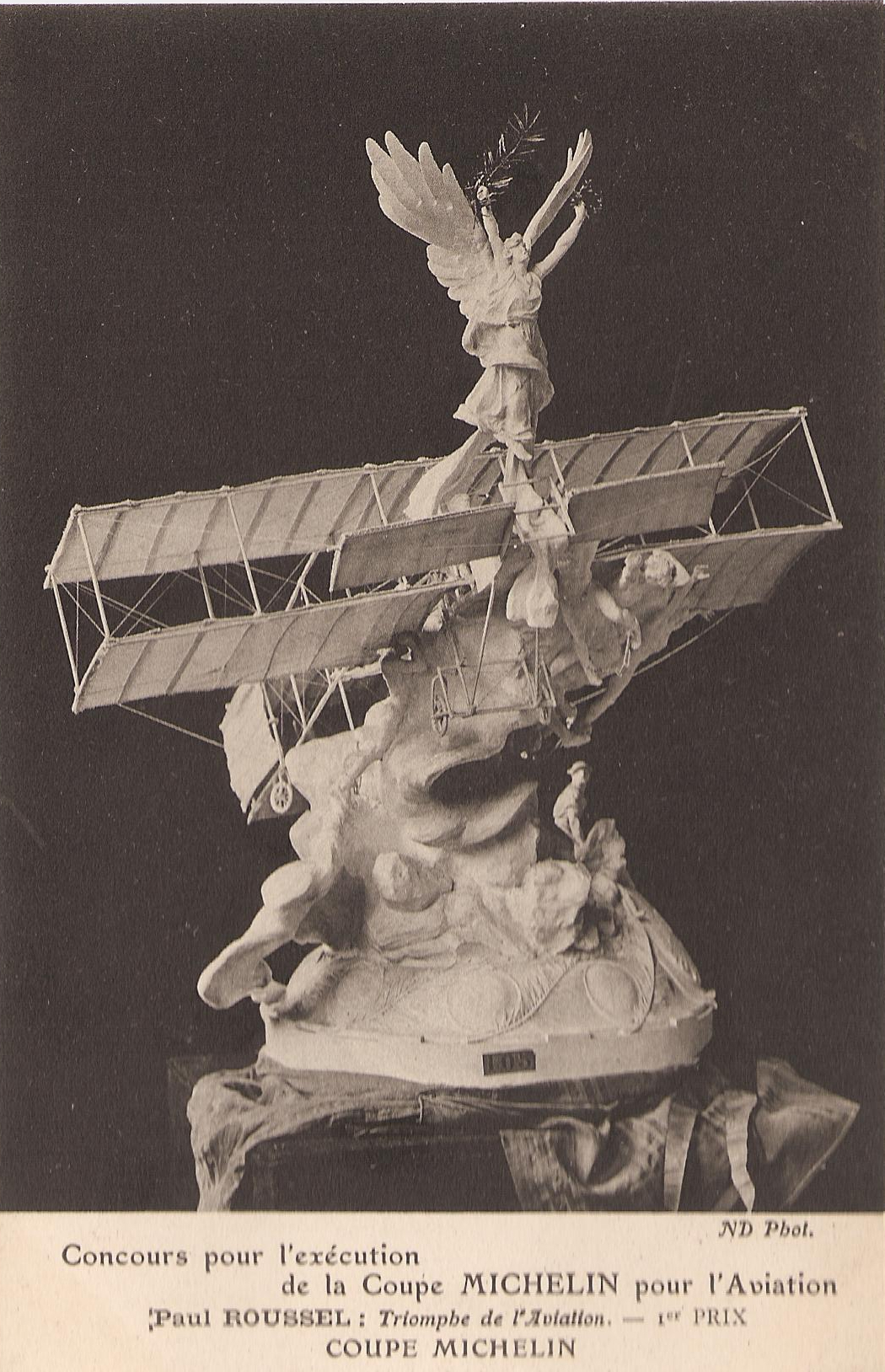
Paul Roussel, Triomphe de l'Aviation (1909). Le trophée tel qu'il fut initialement prévu. Après la victoire de Wright, l'aéronef un Farman sera remplacé par une chauve-souris.

- 1908 : Wilbur Wright, 124,7 km en 2 h 20 min 31 s (Le Mans) le 31 décembre 1908.
- 1909 : Henry Farman, 234,212 km en 4 h 17 min 32 s (Camp de Châlons), le 3 novembre 1909.
- 1910 : Maurice Tabuteau, 584,935 km en 7 h 48 min 31 s (Buc), le 30 décembre 1910 avec un appareil biplan Maurice Farman à moteur Renault de 50 Cv[2],[3].
- 1911 : Emmanuel Helen[4], 1 252,8 km en 14 h 07 min, le 8 septembre 1911[5].
- 1912 : le trophée n'est pas remporté[6].
- 1913 : Emmanuel Helen, 16 000 km, le 29 novembre 1913[7],[8].
- 1914 : Eugène Gilbert sur Morane-Saulnier avec 2 970 km en 39 h 35 minutes.
- 1921 : Alphonse Poirée sur Caudron C.60 (selon l'Aéroclub de France), Raffaele Martinetti-Bianchi (selon l'Italie)[9]
- 1922 : le capitaine Lucien Girier sur Breguet 14 en 20 h 41 min et 57 s, soit 136 km/h de moyenne.
- 1924 : le lieutenant Ludovic Arrachart remporte le 30 juin 1924 la Coupe Michelin, ayant parcouru les 2 835 km du parcours en 19 heures, 22 minutes et 26 secondes, avec un Breguet no 19 à moteur Renault de 480 chevaux[10].
- 1927 : Léon Challe sur Spad.
- 1929 : Michel Détroyat parcourt dans la journée 2 782 km à 190,203 km/h de moyenne sur Morane-Saulnier MS.130, moteur Salmson 9Ab de 9 cylindres en étoile développant 230ch[11].
- 1930 : Michel Détroyat.
- 1931 : Marcel Haegelen sur Hanriot réalise 254 km/h de moyenne aux commandes d'un monoplace Lorraine Hanriot LH.41/2.
- 1932 : Marcel Haegelen remporte le record mondial de vitesse sur 2 000 km sans charge à 263,9 km/h.

## Les accidents
- Lors de l'édition 1910 de la Coupe Michelin, l'aviateur américain John Moisant va trouver la mort à la suite de la perte de contrôle de son aéroplane monoplan Blériot à la Nouvelle-Orléans[12].